# Herb Daleszyc
Herb Daleszyc – jeden z symboli miasta Daleszyce i gminy Daleszyce w postaci herbu.

## Wygląd i symbolika
Herb przedstawia na błękitnej tarczy złoty krzyż lotaryński na tle srebrnej litery „D”. Pod krzyżem znajduje się srebrna waga z dwoma szalkami – atrybut patrona miasta, św. Michała.
Krzyż jest symbolem dynastii Jagiellonów. „D” – inicjał nazwy miasta.

## Historia
Miasto otrzymało herb w 1569 razem z prawami miejskimi od króla Zygmunta Augusta. W pierwotnej wersji herbu na tarczy widniały litery „CD”. Oznaczały one pierwsze litery łacińskich słów Civitas Daleszycensis, czyli Miasto Daleszyce.